# Операция «Бархан»

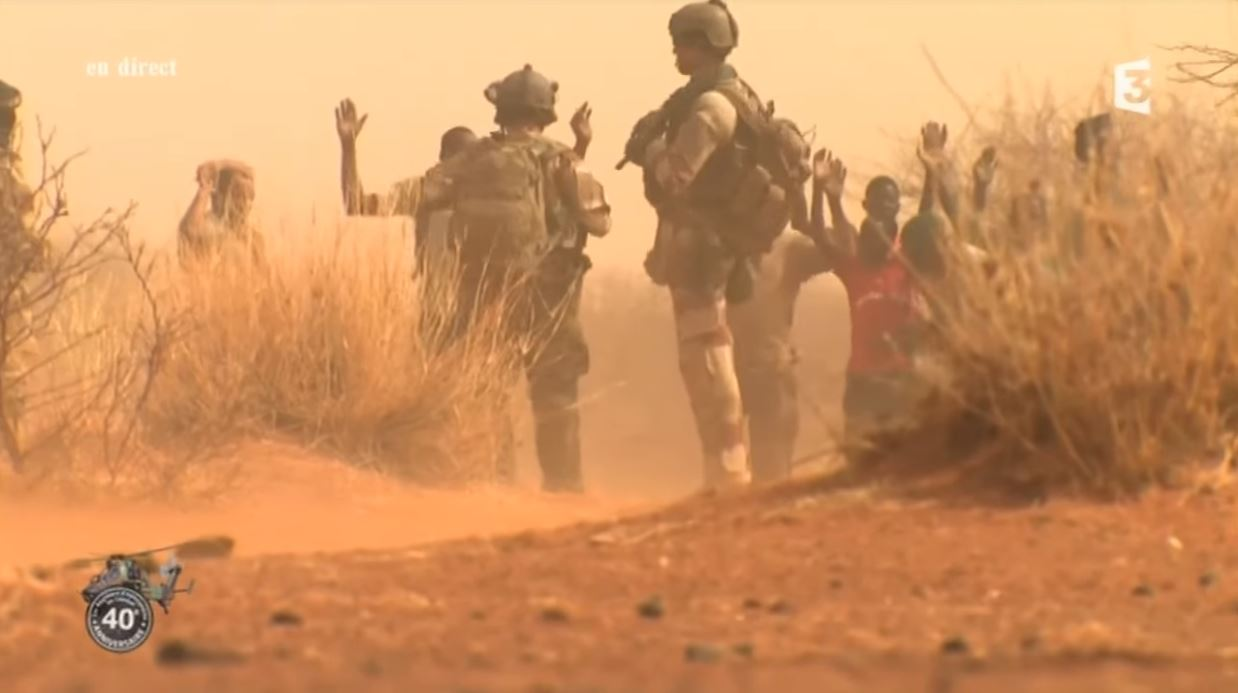
Французские солдаты из 27-й горнопехотной бригады проводят досмотр малийцев в районе Гао в июне 2017 года

Операция «Бархан» (фр. Opération Barkhane) — операция французских вооружённых сил в Мали, Чаде, Буркина-Фасо, Мавритании и Нигере (страны группы G5 Сахель) против исламистских террористических группировок в этих странах.
Французским военнослужащим оказывали поддержку военнослужащие Великобритании и Эстонии. Под эгидой миссии ООН в Мали содействие французским военнослужащим также оказывала Германия (несколько сотен военнослужащих, четыре вертолёта «Tigre» и четыре вертолёта NH90).
9 ноября 2022 года французский президент Эммануэль Макрон объявил об официальном прекращении операции в Сахеле.

## Задействованные силы и ход операции
Операция «Бархан» является продолжением операции «Сервал», проводившейся французскими военными в Мали с 2013 года. С июля 2014 года эта операция получила название «Бархан» и распространилась, помимо Мали, на ещё четыре государства — Мавританию, Буркина-Фасо, Нигер и Чад.
Объём задействованных сил и средств вначале был меньше, чем в ходе операции «Сервал», но затем был доведён до сопоставимого уровня. По состоянию на октябрь 2018 года, в операции участвовало 4 500 французских военнослужащих, 470 броневых машин, 360 автомобилей снабжения, 19 вертолётов, 8 истребителей, 4 беспилотных летательных аппаратов, от 6 до 10 транспортных самолётов. Французские войска располагаются на трёх постоянных базах в городах Нджамена, Ниамей и Гао и на шести аванпостах. По ориентировочным оценкам, операция обходится французскому бюджету в 700 000 000 евро ежегодно.
Великобритания направила на помощь французским военным три транспортных вертолёта «Chinook», а Эстония — 50 солдат. Под эгидой миссии ООН в Мали содействие французским военным также оказывает Германия (несколько сотен военнослужащих, 4 вертолёта «Tigre» и 4 вертолёта NH90).
Отмечалось, что на обеспечение операции были выделены вертолёты, срок эксплуатации которых был фактически выработан, что привело их к частому выходу из строя. Боевые вертолёты были плохо адаптированы к песчаным бурям. Все вертолёты имели совершенно неудовлетворительную броневую защиту от огня стрелкового оружия с земли. Всё это сужало радиус действий наземных сил и не позволяло делать им глубинные рейды вглубь территории с целью перехвата караванов террористов и ликвидации их опорных пунктов.
По свидетельству очевидцев, французские солдаты при малейшем огневом контакте тут же возвращались на свою базу и старались далеко от неё не удаляться. По оценке командующего французскими войсками Пьера де Вильерса, «такой „африканский“ формат операции стоит не очень дорого, но при этом не имеет никакого эффекта».
В начале ноября 2019 года французские подразделения начали крупную операцию Bourgou 4, направленную на борьбу против вооружённых групп радикальных исламистов в зоне схождения границ Мали, Буркина-Фасо и Нигера.
25 ноября 2019 года в Мали, в регионе Липтако-Гурма на границе с Буркина-Фасо и Нигером, во время боевой операции против джихадистов произошло столкновение двух вертолетов (боевой вертолёт Eurocopter Tiger столкнулся с транспортным вертолетом Cougar), в результате которого погибли 13 французских военнослужащих.
4 июня 2021 года после нового военного переворота в Мали Франция прекратила военное сотрудничество с этой страной, а 10 июня президент Макрон объявил о кардинальном изменении форм военного присутствия Франции в зоне Сахеля и прекращении операции «Бархан».
Франция начала вывод своих войск из Мали 17 февраля 2022 года. Президент Франции Эммануэль Макрон объявил, что база операции «Бархан» переместится в Нигер. Правящая в Мали хунта, однако, 18 февраля 2022 года попросила Францию вывести войска без промедления, на что Макрон ответил, что они выведут войска в течение следующих четырех — шести месяцев.
15 августа 2022 года французские войска полностью покинули Мали. Французские военные заявили, что операция была не закончена, а переформулирована. Однако 9 ноября 2022 года президент Франции Эммануэль Макрон объявил об официальном прекращении операции «Бархан» в Сахеле.